# Morti nel 432
| Questa pagina contiene informazioni ricavate automaticamente dalle voci biografiche con l'ausilio del template Bio e di un bot. L'aggiornamento è periodico e automatico e ricostruisce completamente la pagina. Se manca una persona in questa lista, sei pregato di non aggiungerla, ma accertati piuttosto che la sua voce biografica contenga il template Bio e che i dati anagrafici siano correttamente compilati. Se il template Bio manca, inseriscilo tu stesso o, in alternativa, metti l'avviso {{tmp\|Bio}} che ne segnala la mancanza. Se i dati riportati sono sbagliati, correggi direttamente la voce biografica; le modifiche saranno visibili in questa lista entro pochi giorni. Per chiarimenti vedi il progetto biografie. La lista contiene solo le 6 persone che sono citate nell'enciclopedia e per le quali è stato implementato correttamente il template Bio. Pagina aggiornata al 18 mag 2025. |

- 2 aprile - Giovanni I di Napoli, vescovo italiano
- 27 luglio - Papa Celestino I, papa, vescovo e santo romano (n. 359)
- 16 settembre - Niniano di Whithorn, vescovo britannico
- Acacio di Beroea, arcivescovo siro (n. 322)
- Bonifacio, generale romano
- Anicia Faltonia Proba, nobile romana